# Jehlius
Jehlius is een zeepokkengeslacht uit de familie van de Chthamalidae. De wetenschappelijke naam van het geslacht werd voor het eerst geldig gepubliceerd in 1971 door Ross.

## Soorten
De volgende soort is bij het geslacht ingedeeld:
- Jehlius gilmorei Ross, 1971